# Duzulla subhyalinalis
Duzulla subhyalinalis là một loài bướm đêm trong họ Crambidae.